# Ram Gopal Varma
Ram Gopal Varma (telugu: రామ్ గొపాల్ వర్మ, hindi: राम गोपाल वर्मा, ur. 7 kwietnia 1962 w Hajdarabadzie) – indyjski reżyser, scenarzysta i producent filmowy. Jest pierwszym z reżyserów z południa Indii, który robi karierę w Bollywoodzie mieszkając w Mumbaju. Debiutował filmem w języku telugu Shiva. Sukcesem okazały się niektóre z jego filmów, m.in. Gayam, Kolorowa, Duch, Satya, Towarzystwo i Sarkar. Trzy ostatnie to dramaty ze świata gangsterskiego. Najwyżej ocenione jego filmy to nagrodzony Satya i nominowane do nagród Towarzystwo, Sarkar i Jungle.

## Filmografia
| - Sarkar Raj (2008) - Darling (2007) - Ram Gopal Varma Ki Aag (2007) - Cichy (2007) - Darna Zaroori Hai (2006) - Shiva (2006) - Sarkar (2005) - Naach (2004) - Duch (2003) - Towarzystwo (2002) - Jungle (2000) - Mast (1999) - Kaun (1999) - Prem Katha (1999) - Satya (1998) - Daud: Fun on the Run (1997) - Anaganaga Oka Roju (1997) - Deyyam (1996) - Great Robbery (1996) - Kolorowa (1995) (jako Ramgopal Varma) - Govindha Govindha (1993) - Gaayam (1993) - Drohi (1992) - Antam (1992) - Raat (1992) - Kshana Kshanam (1991) - Shiva/I) (jako Ramgopal Varma) - Sarkar Raj (2008) (w produkcji) - Ram Gopal Varma Ki Aag (2007) - Darna Zaroori Hai (2006) - Shock (2004) - Shool (1999) - Daud: Fun on the Run (1997) - Deyyam (1996) - Rangeela (1995) - Govindha Govindha (1993) - Gaayam (1993) - Thiruda Thiruda (1993) - Antam (1992) - Raat (1992) - Kshana Kshanam (1991) - Shiva (1989/I) | - Zabardast (2008) (w produkcji) - Leelai (2008) (w produkcji) - Sarkar Raj (2008) (w produkcji) - Go (2007) - Ram Gopal Varma Ki Aag (2007) - Cichy (2007) - Shabri (2007) - Darna Zaroori Hai (2006) - Shiva (2006) - Darwaza Bandh Rakho (2006) - Shock (2006) - D jak Deshu (2005) - Mr Ya Miss (2005) - Sarkar (2005) - My Wife's Murder (2005) - Vaastu Shastra (2004) - Gayab (2004) - Ab Tak Chhappan (2004) - Kochaj albo giń (2004) - Naach (2004) - Main Madhuri Dixit Banna Chahti Hoon! (2003) - Darna Mana Hai (2003) - Towarzystwo (2002) - Road (2002) - Dla miłości zrobię wszystko (2001) - Pyaar Tune Kya Kiya... (2001) - Shool (1999) - Mast (1999) - Dil Se – Z całego serca (1998) - Satya (1998) - W/O V.Varaprasad (1998) - Daud: Fun on the Run (1997) - Deyyam (1996) - Gulabi (1996) - Kolorowa (1995) - Money Money (1995) - Gaayam (1993) - Money (1993) - Drohi (1992) - Antam (1992) - Raat (1992) - Superman (hindi film) (1980) |